# Republika Federalna Niemiec na Zimowych Igrzyskach Olimpijskich 1980
Republikę Federalną Niemiec na Zimowych Igrzyskach Olimpijskich 1980 reprezentowało 80 zawodników: 61 mężczyzn i 19 kobiet. Był to czwarty start reprezentacji RFN na zimowych igrzyskach olimpijskich.

## Zdobyte medale
| Medal  | Zawodnik                                                       | Dyscyplina            | Konkurencja                  | Rezultat     |
| ------ | -------------------------------------------------------------- | --------------------- | ---------------------------- | ------------ |
| Srebro | Irene Epple                                                    | Narciarstwo alpejskie | Slalom gigant kobiet         | 2:42,12 min  |
| Srebro | Christa Kinshofer                                              | Narciarstwo alpejskie | Slalom specjalny kobiet      | 1:26,50 min  |
| Brąz   | Franz Bernreiter, Hansi Estner, Peter Angerer, Gerhard Winkler | Biathlon              | Sztafeta 4 × 7,5 km mężczyzn | 1:37:30,26 h |
| Brąz   | Dagmar Lurz                                                    | Łyżwiarstwo figurowe  | Solistki                     | 183,04 pkt   |
| Brąz   | Anton Winkler                                                  | Saneczkarstwo         | Jedynki mężczyzn             | 2:56,545 min |

## Skład kadry

### Biathlon
Mężczyźni
| Zawodnik                                                    | Konkurencja         | czas biegu | Kary | Łączny czas | Pozycja |
| ----------------------------------------------------------- | ------------------- | ---------- | ---- | ----------- | ------- |
| Peter Angerer                                               | Bieg na 20 km       | 1:08:07,60 | 8:00 | 1:16:07,60  | 27.     |
| Alois Kanamüller                                            | Bieg na 20 km       | 1:11:34,80 | 6:00 | 1:17:34,80  | 29.     |
| Gerd Winkler                                                | Bieg na 20 km       | 1:10:48,57 | 7:00 | 1:17:48,57  | 30.     |
| Peter Angerer                                               | Bieg na 10 km       | 34:13,43   | 4    | 34:13,43    | 8.      |
| Gerd Winkler                                                | Bieg na 10 km       | 34:34,16   | 1    | 34:34,06    | 10.     |
| Fritz Fischer                                               | Bieg na 10 km       | 36:29,87   | 4    | 36:29,87    | 27.     |
| Franz Bernreiter Hansi Estner Peter Angerer Gerhard Winkler | Sztafeta 4 × 7,5 km | 1:37:30,26 | 2    | 1:37:30,26  | brąz    |

### Biegi narciarskie
Mężczyźni
| Zawodnik                                              | Konkurencja        | czas       | Pozycja |
| ----------------------------------------------------- | ------------------ | ---------- | ------- |
| Jochen Behle                                          | Bieg na 15 km      | 43:16,05   | 12.     |
| Wolfgang Müller                                       | Bieg na 15 km      | 44:02,54   | 21.     |
| Peter Zipfel                                          | Bieg na 15 km      | 44:38,23   | 26.     |
| Dieter Notz                                           | Bieg na 15 km      | 44:54,11   | 36.     |
| Dieter Notz                                           | Bieg na 30 km      | 1:31:58,27 | 22.     |
| Josef Schneider                                       | Bieg na 30 km      | 1:34:05,33 | 31.     |
| Wolfgang Müller                                       | Bieg na 30 km      | 1:35:37,46 | 37.     |
| Peter Zipfel                                          | Bieg na 30 km      | 1:36:06,95 | 40.     |
| Peter Zipfel                                          | Bieg na 50 km      | 2:37:09,74 | 21.     |
| Dieter Notz                                           | Bieg na 50 km      | 2:37:47,41 | 22.     |
| Franz Schöbel                                         | Bieg na 50 km      | 2:40:25,96 | 28.     |
| Josef Schneider                                       | Bieg na 50 km      | 2:40:49,68 | 29.     |
| Peter Zipfel Wolfgang Müller Dieter Notz Jochen Behle | Sztafeta 4 × 10 km | 2:00:22,74 | 4.      |

Kobiety
| Zawodnik       | Konkurencja   | czas     | Pozycja |
| -------------- | ------------- | -------- | ------- |
| Susi Riermeier | Bieg na 5 km  | 16:31,07 | 31.     |
| Karin Jäger    | Bieg na 5 km  | 16:38,47 | 32.     |
| Susi Riermeier | Bieg na 10 km | 32:37,57 | 21.     |
| Karin Jäger    | Bieg na 10 km | 33:01,76 | 26.     |

### Bobsleje
Mężczyźni
| Osada  | Zawodnik                                                       | Konkurencja | Ślizg 1 | Ślizg 2 | Ślizg 3 | Ślizg 4 | Łącznie | Pozycja |
| ------ | -------------------------------------------------------------- | ----------- | ------- | ------- | ------- | ------- | ------- | ------- |
| FRG-I  | Peter Hell Heinz Busche                                        | Dwójki      | 1:03,87 | 1:03,63 | 1:02,91 | 1:03,33 | 4:13,74 | 8.      |
| FRG-II | Georg Großmann Alexander Wernsdorfer                           | Dwójki      | 1:03,50 | 1:04,93 | 1:03,85 | 1:03,85 | 4:16,13 | 12.     |
| FRG-I  | Peter Hell Hans Wagner Heinz Busche Walter Barfuß              | Czwórki     | 1:01,14 | 1:01,22 | 1:00,57 | 1:01,47 | 4:04,40 | 7.      |
| FRG-II | Alois Schnorbus Lothar Pongratz Jürgen Hofmann Martin Meinberg | Czwórki     | 1:01,54 | 1:01,47 | 1:00,93 | 1:01,21 | 4:05,15 | 10.     |

### Hokej na lodzie
Reprezentacja mężczyzn
| - Bernd Englbrecht - Sigmund Suttner - Udo Kießling - Harald Krüll - Klaus Auhuber - Horst-Peter Kretschmer - Joachim Reil - Peter Scharf - Rainer Philipp - Franz Reindl |  | - Marcus Kuhl - Martin Hinterstocker - Uli Egen - Gerd Truntschka - Hans Zach - Hermann Hinterstocker - Ernst Höfner - Vladimir Vacatko - Martin Wild - Holger Meitinger |

Reprezentacja Republiki Federalnej Niemiec wzięła udział w rozgrywkach grupy "niebieskiej" turnieju olimpijskiego w której zajęła 5. miejsce i nie awansowała do grupy finałowej. Ostatecznie została sklasyfikowana na 9. miejscu

#### Grupa Niebieska
| Drużyna           | M | Mecze | Mecze | Mecze | Bramki | Bramki | Bramki | Pkt |
| Drużyna           | M | W     | R     | P     | +      | –      | +/-    | Pkt |
| ----------------- | - | ----- | ----- | ----- | ------ | ------ | ------ | --- |
| Szwecja           | 5 | 4     | 1     | 0     | 26     | 7      | +13    | 9   |
| Stany Zjednoczone | 5 | 4     | 1     | 0     | 25     | 10     | +15    | 9   |
| Czechosłowacja    | 5 | 3     | 0     | 2     | 34     | 16     | +18    | 6   |
| Rumunia           | 5 | 1     | 1     | 3     | 13     | 29     | -16    | 3   |
| RFN               | 5 | 1     | 0     | 4     | 21     | 30     | -9     | 2   |
| Norwegia          | 5 | 0     | 1     | 4     | 9      | 36     | -27    | 1   |

Wyniki
| 12 lutego 1980 | Rumunia | 6:4 | Niemcy | Olympic Arena |

| Godzina: 19:00 | M. Costea 05:15 M. Costea 24:46 D.Tureanu 37:46 D.Tureanu 44:12 D.Tureanu 46:30 A. Olenici 53:17 | (1:1, 2:3, 3:0) | V.Vacatko 11:50 G.Truntschka 22:37 V.Vacatko 26:13 U.Egen 35:34 | Sędzia główny: Jim Neagles |

| 14 lutego 1980 | Norwegia | 4:10 | Niemcy | Olympic Fieldhouse |

| Godzina: 19:30 | K.Andresen 06:03 T.Falk Nilsen 12:13 V.Johansen 25:26 M.Sethereng 52:41 | (2:5, 1:3, 1:2) | V.Vacatko 07:51 U.Kiessling 08:49 H.Zach 09:08 H-P.Kretschmer 09:33 E.Hofner 10:18 G.Truntschka 30:52 V.Vacatko 34:01 G.Truntschka 39:53 M.Kuhl 40:42 H-P.Kretschmer 50:49 | Sędzia główny: Dombrowski |

| 16 lutego 1980 | Szwecja | 5:2 | Niemcy | Olympic Arena |

| Godzina: 22:45 | B.Berglund 09:52 M.Näslund 26:50 P.Lundqvist 28:35 D.Söderström 32:36 D.Söderström 36:03 | (1:0, 4:1, 0:1) | U.Egen 37:06 J.Reil 56:43 | Sędzia główny: Dombrowski |

| 18 lutego 1980 | Niemcy | 3:11 | Czechosłowacja | Olympic Arena |

| Godzina: 22:30 | M.Kuhl 19:04 H.Hinterstocker 46:28 E.Hofner 48:36 | (1:5, 0:5, 1:1) | M.Nový 01:33 P.Šťastný 02:28 P.Šťastný 05:45 J.Pouzar 19:32 A.Šťastný 19:49 M.Nový 22:17 J.Pouzar 27:10 J.Pouzar 33:30 B.Ebermann 38:36 M.Nový 39:22 P.Šťastný 50:22 | Sędzia główny: Kaisla |

| 20 lutego 1980 | Stany Zjednoczone | 4:2 | Niemcy | Olympic Fieldhouse |

| Godzina: 23:00 | R.McClanahan 27:40 N.Broten 38:31 R.McClanahan 41:17 P.Verchota 44:17 | (0:2, 2:0, 2:0) | H-P.Kretschmer 01:50 U.Kiessling 19:45 | Sędzia główny: Haley |

### Kombinacja norweska
Mężczyźni
| Zawodnik         | Konkurencja   | Bieg narciarski | Bieg narciarski | Bieg narciarski | Skoki narciarskie | Skoki narciarskie | Skoki narciarskie | Skoki narciarskie | Skoki narciarskie | Skoki narciarskie | Skoki narciarskie | Skoki narciarskie | Łącznie | Pozycja |
| Zawodnik         | Konkurencja   | Czas biegu      | Pozycja         | Punkty          | Skok 1            | Nota              | Skok 2            | Nota              | Skok 3            | Nota              | Punkty            | Pozycja           | Łącznie | Pozycja |
| ---------------- | ------------- | --------------- | --------------- | --------------- | ----------------- | ----------------- | ----------------- | ----------------- | ----------------- | ----------------- | ----------------- | ----------------- | ------- | ------- |
| Hubert Schwarz   | Indywidualnie | 51:54,2         | 23.             | 182,545         | 69,0              | 85,6              | 81,0              | 106,1             | 84,5              | 113,5             | 219,6             | 3.                | 402,145 | 9.      |
| Urban Hettich    | Indywidualnie | 48:09,0         | 4.              | 216,325         | 66,0              | 78,8              | 75,0              | 91,5              | 71,5              | 82,7              | 174,2             | 23.               | 390,525 | 14.     |
| Hermann Weinbuch | Indywidualnie | 50:14,9         | 17.             | 197,440         | 73,5              | 95,8              | 75,0              | 92,0              | 75,0              | 91,8              | 187,8             | 17.               | 385,240 | 16.     |
| Günther Abel     | Indywidualnie | 50:53,7         | 22.             | 191,620         | 66,0              | 78,8              | 72,5              | 86,5              | 78,5              | 98,4              | 184,9             | 18.               | 376,580 | 20.     |

### Łyżwiarstwo figurowe
| Zawodnik                            | Konkurencja     | Nota | Pozycja |
| ----------------------------------- | --------------- | ---- | ------- |
| Dagmar Lurz                         | Solistki        |      | brąz    |
| Karin Riediger                      | Solistki        |      | 13.     |
| Tina Riegel                         | Solistki        |      | 18.     |
| Rudi Cerne                          | Soliści         |      | 13.     |
| Tina Riegel Andreas Nischwitz       | Pary sportowe   |      | 8.      |
| Henriette Fröschl Christian Steiner | Tańce na lodzie |      | 10.     |

### Łyżwiarstwo szybkie
Mężczyźni
| Zawodnik        | Konkurencja   | Konkurencja   | Konkurencja    | Konkurencja    | Konkurencja    | Konkurencja    | Konkurencja    | Konkurencja    | Konkurencja      | Konkurencja      |
| Zawodnik        | Bieg na 500 m | Bieg na 500 m | Bieg na 1000 m | Bieg na 1000 m | Bieg na 1500 m | Bieg na 1500 m | Bieg na 5000 m | Bieg na 5000 m | Bieg na 10 000 m | Bieg na 10 000 m |
| Zawodnik        | Czas          | Miejsce       | Czas           | Miejsce        | Czas           | Miejsce        | Czas           | Miejsce        | Czas             | Miejsce          |
| --------------- | ------------- | ------------- | -------------- | -------------- | -------------- | -------------- | -------------- | -------------- | ---------------- | ---------------- |
| Herbert Schwarz |               |               | 1:44,23        | 39.            | 1:59,58        | 12.            |                |                |                  |                  |

Kobiety
| Zawodnik        | Konkurencja   | Konkurencja   | Konkurencja    | Konkurencja    | Konkurencja    | Konkurencja    | Konkurencja    | Konkurencja    |
| Zawodnik        | Bieg na 500 m | Bieg na 500 m | Bieg na 1000 m | Bieg na 1000 m | Bieg na 1500 m | Bieg na 1500 m | Bieg na 3000 m | Bieg na 3000 m |
| Zawodnik        | Czas          | Miejsce       | Czas           | Miejsce        | Czas           | Miejsce        | Czas           | Miejsce        |
| --------------- | ------------- | ------------- | -------------- | -------------- | -------------- | -------------- | -------------- | -------------- |
| Sigrid Smuda    | 44,11         | 17.           | 1:30,29        | 23.            | 2:18,86        | 22.            | 4:53,55        | 19.            |
| Monika Pflug    | 44,59         | 25.           | 1:30,13        | 21.            |                |                |                |                |
| Brigitte Flierl | 45,28         | 28.           | 1:33,61        | 33.            |                |                |                |                |

### Narciarstwo alpejskie
Mężczyźni
| Zawodnik             | Konkurencja | Konkurencja | Konkurencja       | Konkurencja       | Konkurencja   | Konkurencja   | Konkurencja       | Konkurencja       | Konkurencja              | Konkurencja              |
| Zawodnik             | Zjazd       | Zjazd       | Slalom gigant     | Slalom gigant     | Slalom gigant | Slalom gigant | Slalom specjalny  | Slalom specjalny  | Slalom specjalny         | Slalom specjalny         |
| Zawodnik             | Czas        | Pozycja     | Czas 1. przejazdu | Czas 2. przejazdu | Czas łączny   | Pozycje       | Czas 1. przejazdu | Czas 2. przejazdu | Czas łączny              | Pozycja                  |
| -------------------- | ----------- | ----------- | ----------------- | ----------------- | ------------- | ------------- | ----------------- | ----------------- | ------------------------ | ------------------------ |
| Michael Veith        | 1:50,00     | 23.         |                   |                   |               |               |                   |                   |                          |                          |
| Albert Burger        |             |             | 1:22,59           | 1:23,53           | 2:46,12       | 20.           | 56,98             | Dyskwalifikacja   | Nie ukończył konkurencji | Nie ukończył konkurencji |
| Sepp Ferstl          |             |             | 1:25,86           | 1:27,17           | 2:53,03       | 34.           | 1:01,77           | 57,53             | 1:59,30                  | 25.                      |
| Frank Wörndl         |             |             | 1:21,70           | 1:23,88           | 2:45,58       | 17.           | 55,30             | 51,89             | 1:47,19                  | 10.                      |
| Christian Neureuther |             |             |                   |                   |               |               | 54,37             | 50,77             | 1:45,14                  | 5.                       |

Kobiety
| Zawodniczka          | Konkurencja | Konkurencja | Konkurencja       | Konkurencja                  | Konkurencja                  | Konkurencja                  | Konkurencja                  | Konkurencja                  | Konkurencja                  | Konkurencja                  |
| Zawodniczka          | Zjazd       | Zjazd       | Slalom gigant     | Slalom gigant                | Slalom gigant                | Slalom gigant                | Slalom specjalny             | Slalom specjalny             | Slalom specjalny             | Slalom specjalny             |
| Zawodniczka          | Czas        | Pozycja     | Czas 1. przejazdu | Czas 2. przejazdu            | Czas łączny                  | Pozycja                      | Czas 1. przejazdu            | Czas 2. przejazdu            | Czas łączny                  | Pozycja                      |
| -------------------- | ----------- | ----------- | ----------------- | ---------------------------- | ---------------------------- | ---------------------------- | ---------------------------- | ---------------------------- | ---------------------------- | ---------------------------- |
| Evi Mittermaier      | 1:41,26     | 17.         |                   |                              |                              |                              |                              |                              |                              |                              |
| Irene Epple          | 1:41,68     | 19.         | 1:14,75           | 1:27,37                      | 2:42,12                      | srebro                       | 45,14                        | Nie ukończyła 2-go przejazdu | Nie ukończyła 2-go przejazdu | Nie ukończyła 2-go przejazdu |
| Marianne Zechmeister | 1:39,96     | 9.          |                   |                              |                              |                              |                              |                              |                              |                              |
| Monika Bader         | 1:41,96     | 21.         |                   |                              |                              |                              |                              |                              |                              |                              |
| Maria Epple          |             |             | 1:16,20           | 1:29,36                      | 2:45,56                      | 8.                           |                              |                              |                              |                              |
| Christa Kinshofer    |             |             | 1:15,19           | 1:27,44                      | 2:42,63                      | 5.                           | 42,74                        | 43,76                        | 1:26,50                      | srebro                       |
| Regine Mösenlechner  |             |             | 1:17,70           | Nie ukończyła 2-go przejazdu | Nie ukończyła 2-go przejazdu | Nie ukończyła 2-go przejazdu | Nie ukończyła 1-go przejazdu | Nie ukończyła 1-go przejazdu | Nie ukończyła 1-go przejazdu | Nie ukończyła 1-go przejazdu |
| Pamela Behr          |             |             |                   |                              |                              |                              | Nie ukończyła 1-go przejazdu | Nie ukończyła 1-go przejazdu | Nie ukończyła 1-go przejazdu | Nie ukończyła 1-go przejazdu |

### Saneczkarstwo
Mężczyźni
| Zawodnik                        | Konkurencja | Ślizg 1 | Ślizg 2 | Ślizg 3 | Ślizg 4 | Łącznie  | Pozycja |
| ------------------------------- | ----------- | ------- | ------- | ------- | ------- | -------- | ------- |
| Anton Winkler                   | Jedynki     | 43,885  | 44,045  | 44,310  | 44,305  | 2:56,545 | brąz    |
| Gerhard Böhmer                  | Jedynki     | 44,010  | 44,741  | 44,434  | 44,584  | 2:57,769 | 7.      |
| Anton Wembacher                 | Jedynki     | 44,308  | 44,549  | 44,835  | 44,320  | 2:58,012 | 8.      |
| Anton Winkler Anton Wembacher   | Dwójki      | 39,916  | 40,096  |         |         | 1:20,012 | 6.      |
| Hans Brandner Balthasar Schwarm | Dwójki      | 39,814  | 40,249  |         |         | 1:20,063 | 7.      |

Kobiety
| Zawodnik             | Konkurencja | Ślizg 1 | Ślizg 2 | Ślizg 3 | Ślizg 4 | Łącznie  | Pozycja |
| -------------------- | ----------- | ------- | ------- | ------- | ------- | -------- | ------- |
| Elisabeth Demleitner | Jedynki     | 39,568  | 39,460  | 39,466  | 39,424  | 2:37,918 | 4.      |
| Andrea Fendt         | Jedynki     | 40,234  | 40,458  | 40,215  | 40,484  | 2:41,391 | 12.     |

### Skoki narciarskie
Mężczyźni
| Konkurencja            | Skoczek          | Skok 1    | Skok 1 | Skok 2    | Skok 2 | Nota  | Pozycja |
| Konkurencja            | Skoczek          | odległość | Nota   | odległość | Nota   | Nota  | Pozycja |
| ---------------------- | ---------------- | --------- | ------ | --------- | ------ | ----- | ------- |
| Skocznia normalna K-70 | Peter Leitner    | 81,0      | 114,3  | 77,5      | 108,7  | 223,0 | 19.     |
| Skocznia normalna K-70 | Hubert Schwarz   | 80,0      | 113,2  | 72,0      | 95,9   | 209,1 | 25.     |
| Skocznia duża K-90     | Peter Leitner    | 106,0     | 116,6  | 98,0      | 104,1  | 221,5 | 18.     |
| Skocznia duża K-90     | Hubert Schwarz   | 104,5     | 115,5  | 78,0      | 66,4   | 181,9 | 41.     |
| Skocznia duża K-90     | Hermann Weinbuch | 85,0      | 83,2   | 80,0      | 72,2   | 155,4 | 48.     |